# Коббе, Теодор фон
Теодор Кристиан Кай фон Коббе (нем. Theodor Christian Cai von Kobbe; 8 июня 1798, Глюкштадт, Дания, — 22 февраля 1845, Ольденбург, Великое герцогство Ольденбург) — немецкий писатель.
Автор юмористических очерков «Humoristische Erinnerungen aus meinem akademischen Leben», «Humoresken aus dem Philisterleben» и др.